# 6. SS-Gebirgs-Division Nord
6. SS-Gebirgs-Division Nord var en tysk bergsinfanteridivision tillhörande Waffen-SS. Divisionen hade sitt ursprung i SS Kampfgruppe Nord som bildades av flera SS-Totenkopf-Standarte tillhörande SS-Totenkopfverbände som sänts till Norge för att vakta gränsen mot Sovjetunionen. Kampfgruppen sattes in vid slaget vid Salla men då de forna koncentrationslägervakterna var väl utrustade men dåligt tränade drabbades man av stora förluster.
| Namn                        | datum                   |
| --------------------------- | ----------------------- |
| SS Kampfgruppe Nord         | februari 1941           |
| SS Division Nord            | september 1941          |
| SS Gebirgs Division Nord    | september 1942          |
| 6. SS-Gebirgs-Division Nord | oktober 1943 - maj 1945 |

## Slag

### Operation Silberfuchs
Huvudartikel Operation Silberfuchs

### Lapplandskriget
Huvudartikel Lapplandskriget

Det tyska återtåget från norra Finland 1944.

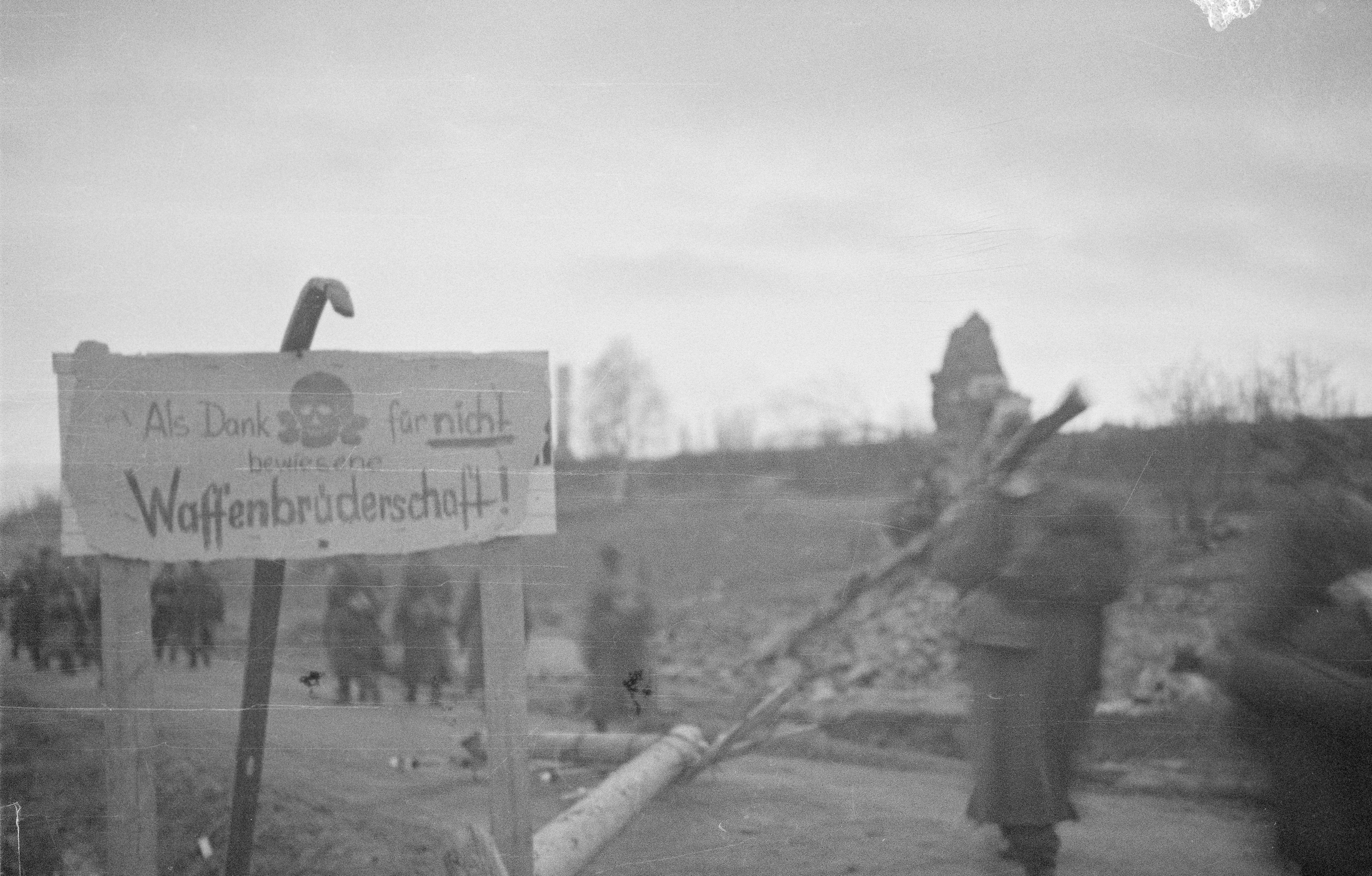
Tyskarna satte upp plakat vid Muonio. "Som tack för ICKE uppvisat vapenbrödraskap"

Nyckelpunkten i reträtten var Rovaniemi där de två huvudvägarna mot Ivalo i norr och Muonio i nordväst utgick. Här försökte tyskarna äta, vila, sova och proviantera för att klara av att fortsätta norrut mot kallare förhållanden. En viktig uppgift i Rovaniemi var också att fördröja de finländska trupperna så att så många tyskar som möjligt kunde starta avfärden norrut. För att nå målen användes sprängning av broar, byggnader och vägar samt minering och utläggning av försåt. Det var den s.k. brända jordens taktik som gällde. Den 16 oktober 1944 kunde finländarna återerövra Rovaniemi. Under 1944 brände nazisterna stora delar av norra Norge. 6. SS-Gebirgs-Division "Nord" sattes i årsskiftet 1944/1945 in i striderna på västfronten där de deltog i Operation Nordwind.

### Reträtten från Finland till Norge

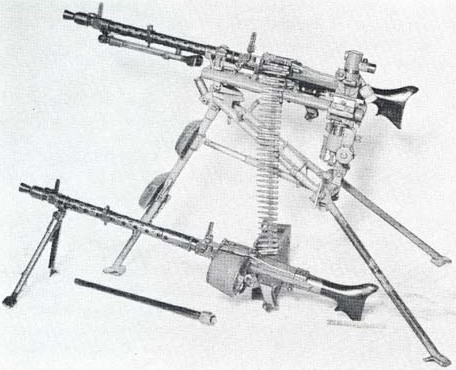
Maschinengewehr 34

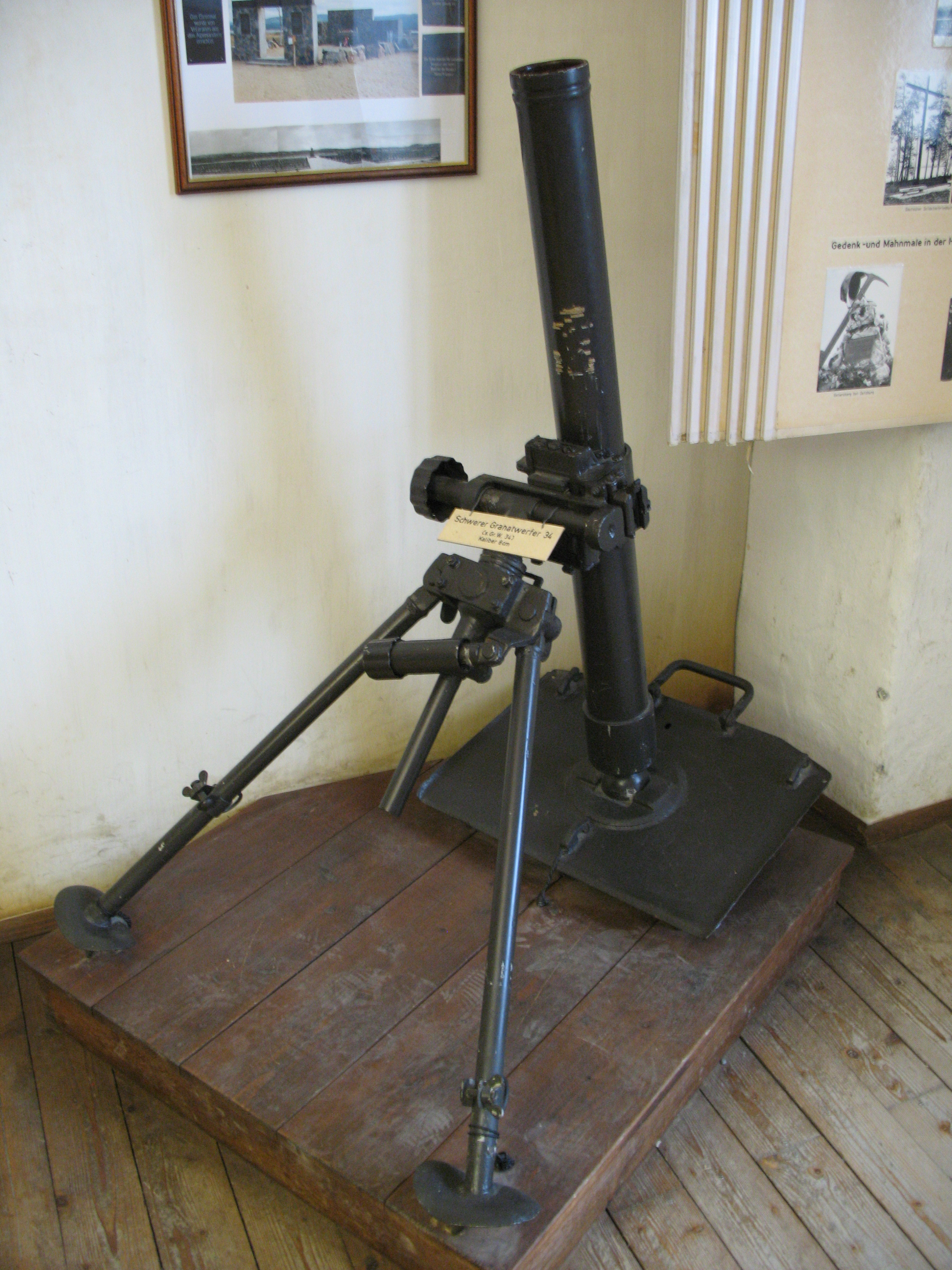
Granatwerfer 34 artilleri

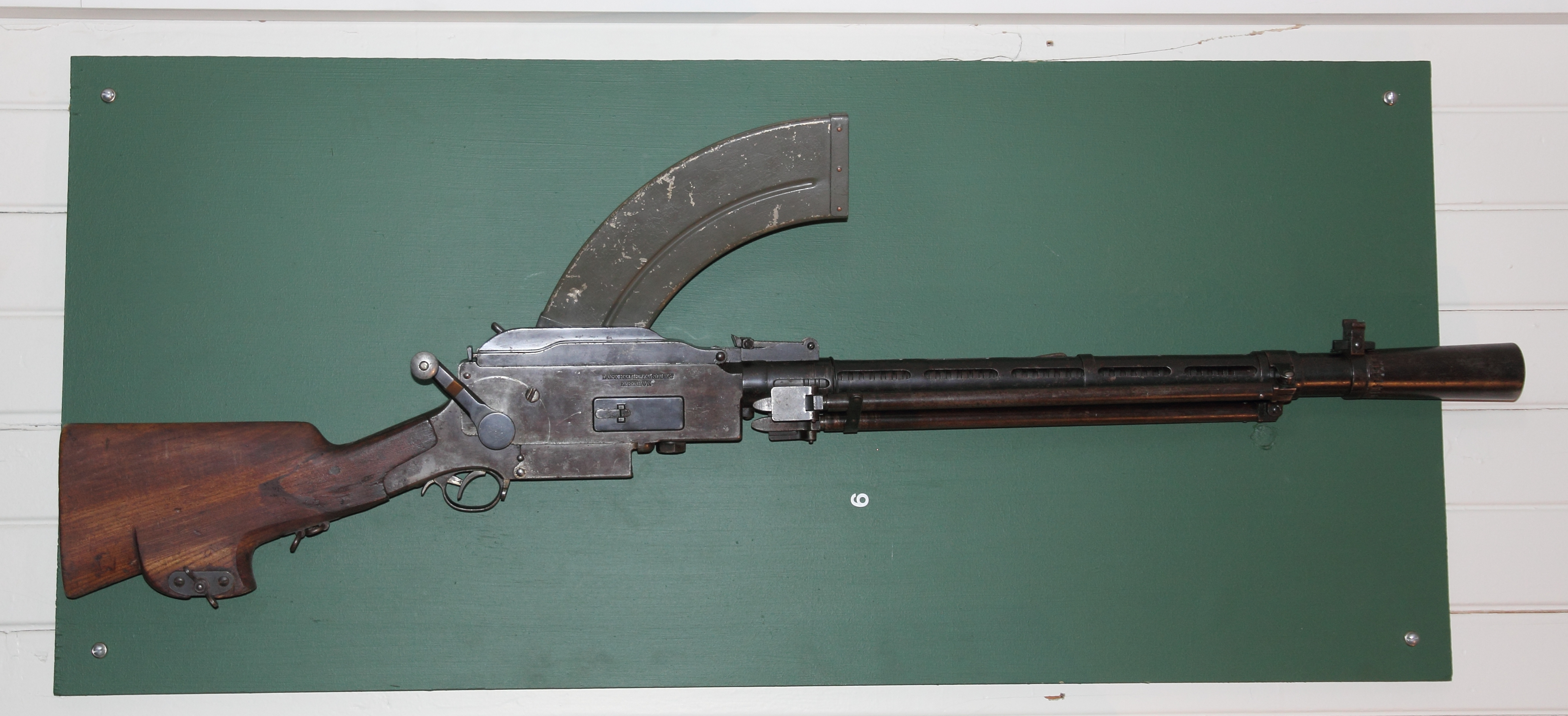
Madsen kulsprutegevär

6. SS-Gebirgs-Division Nord marscherade 1600 km till fots genom Finland och Norge till Danmark. 6. SS-Gebirgs-Division Nord hade slagits i Lapplandskriget. Det är mest samer som bor i denna region. Det fanns möten mellan samer och tyska styrkor men inte några kända samiska anhängare till Hitlers nazistparti. De assimilerade samerna skulle ha kämpat i den finska armén. På brittisk-norska underrättelsebasen "Kari" har man funnit Madsen kulsprutegevär. Tyska Maschinengewehr 34, Granatwerfer 34 artilleri. Samerna hjälpe de allierade i "Kari"- och "Marit"-baserna. Skulle ha kämpat för de nordiska länderna. Samerna som kämpade i kriget var utmärkta skidåkare och navigatorer, eftersom denna kunskap och skicklighet har varit en del av det samiska levnadssättet i tusentals år. Tyska SS bergsmarinsoldater (2600) tvingade samerna att vara guider. Med endast militära leveranser, var tyskarna till stor del beroende av samernas renkött för mat. Nazisterna använde de svenska järnvägarna. 6. SS-Gebirgs-Division "Nord" retirerade ut ur Finland genom Lappland 1944. Under 1944 brände nazisterna stora delar av Nordnorge och 70 000 människor evakuerades söderut.

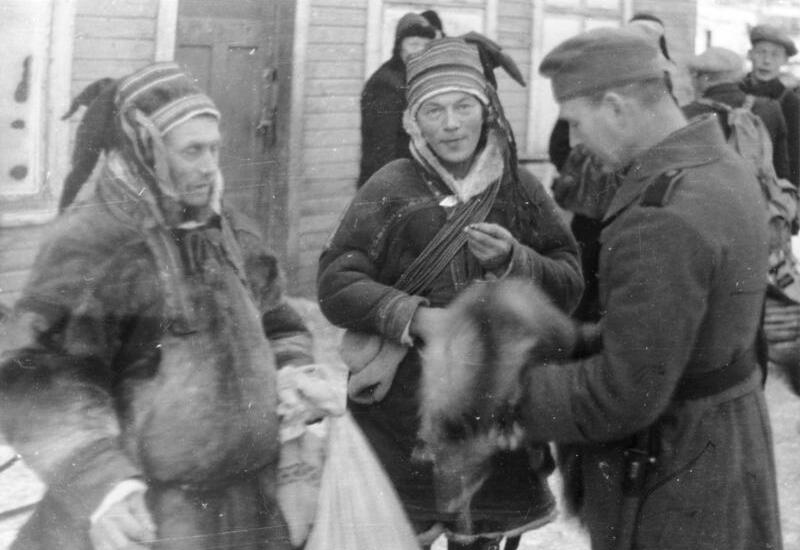
December 1940
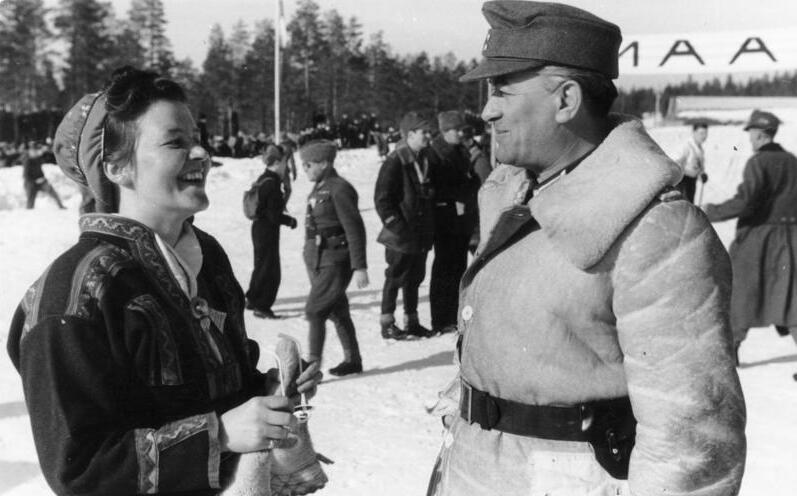
1942
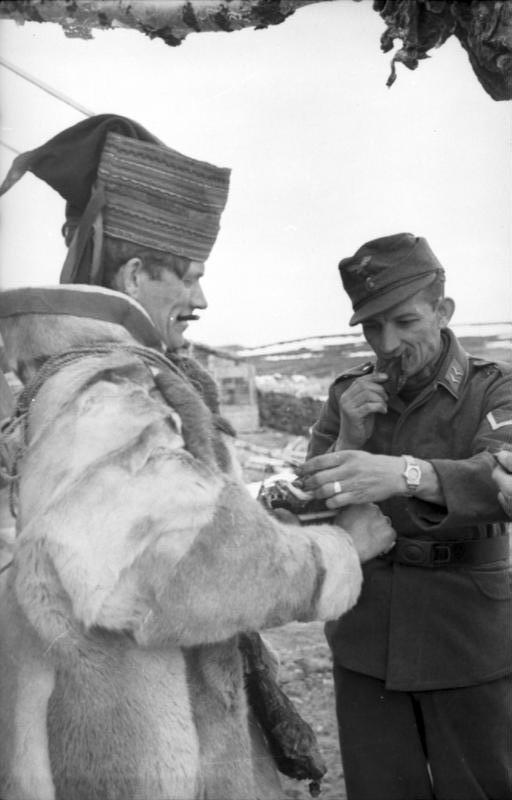
23 september 1943
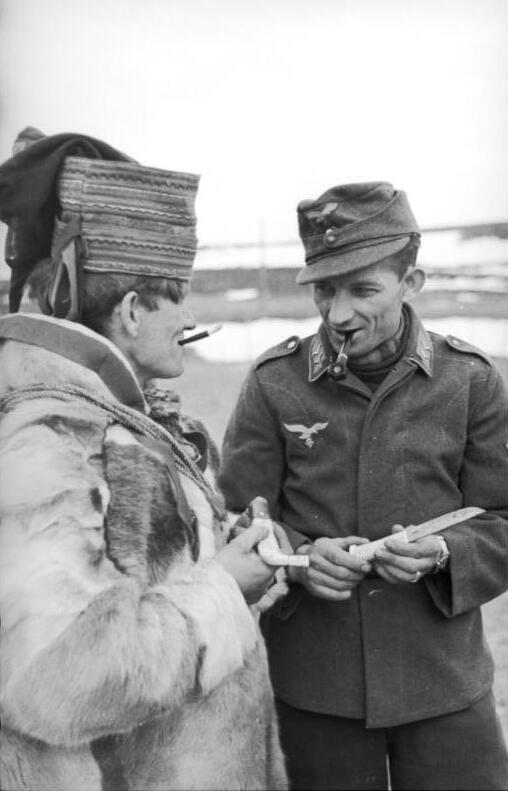
23 september 1943
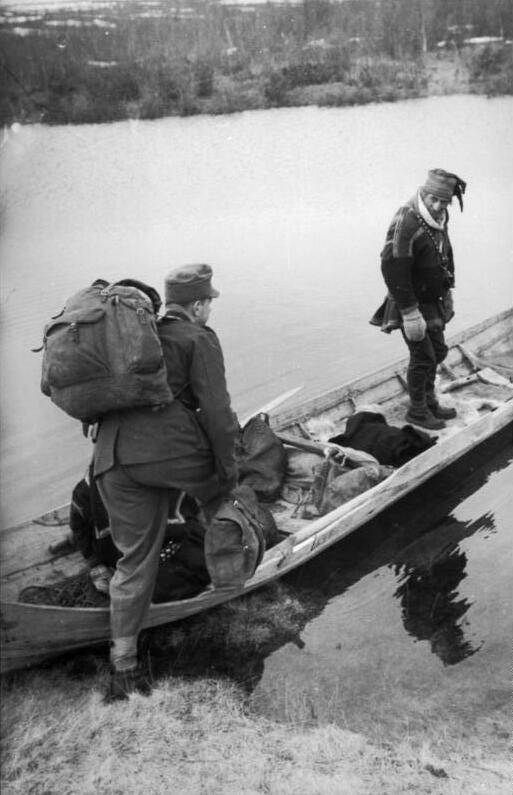
23 september 1943
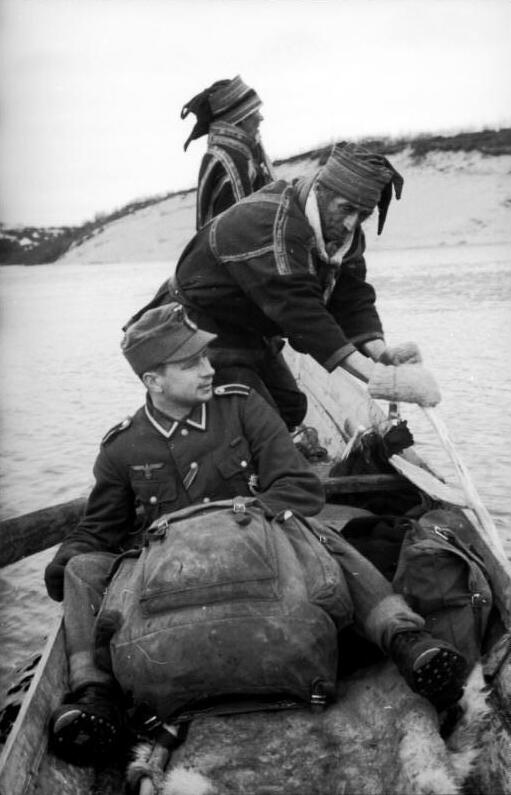
23 september 1943

## Befälhavare
- SS-Brigadeführer - Karl Herrmann: (02.1941 - 05.1941)
- SS-Obergruppenführer - Karl-Maria Demelhuber: (05.1941 - 04.1942)
- SS-Obergruppenführer - Georg Keppler: (09.1941 - 10.1941)
- SS-Obergruppenführer - Karl-Maria Demelhuber: (10.1941 - 04.1942)
- SS-Obergruppenführer - Matthias Kleinheisterkamp: (04.1942)
- SS-Oberführer - Hans Scheider: (04.1942 - 06.1942)
- SS-Obergruppenführer - Matthias Kleinheisterkamp: (06.1942 - 12.1943)
- SS-Gruppenführer - Lothar Debes: (12.1943 - 05.1944)
- SS-Obergruppenführer - Friedrich Wilhelm Krüger: (05.1944 - 08.1944)
- SS-Brigadeführer - Gustav Lombard: (08.1944 - 09.1944)
- SS-Gruppenführer - Karl Brenner: (09.1944 - 03.1945)
- SS-Standartenführer - Franz Schreiber: (03.1945 - 05.1945)